# Nazionale maschile di pallavolo d'Israele
La nazionale maschile di pallavolo d'Israele è una squadra europea composta dai migliori giocatori di pallavolo d'Israele ed è posta sotto l'egida della Federazione pallavolistica d'Israele.

## Rosa
Segue la rosa dei giocatori convocati per il campionato europeo 2023.
| N° | Nome              | Ruolo | Data di nascita   | Squadra              |
| -- | ----------------- | ----- | ----------------- | -------------------- |
| 2  | Ariel Katzenelson | P     | 9 settembre 1993  | Maccabi Hod HaSharon |
| 3  | Tamir Hershko     | S     | 19 luglio 1993    | Hapoël Kfar Saba     |
| 4  | Shay Liberman     | S     | 17 ottobre 2005   | Wingate              |
| 5  | Adir Ben Shloosh  | L     | 16 novembre 2004  | Maccabi Ashdod       |
| 7  | Iliya Goldrin     | S     | 28 aprile 1995    | Näfels               |
| 9  | Guy Genis         | C     | 6 maggio 1999     | UC Los Angeles       |
| 10 | Noam Ariel        | P     | 6 ottobre 2000    | -                    |
| 11 | Nikita Maron      | C     | 12 luglio 2005    | Maccabi Tel Aviv     |
| 12 | Ofeck Hazan       | C     | 19 marzo 2003     | Hapoël Mateh Asher   |
| 13 | Omri Roitman      | L     | 13 settembre 1999 | Hapoël Mateh Asher   |
| 16 | Ido David         | O     | 2 agosto 2000     | UC Los Angeles       |
| 17 | Ilay Haver        | S     | 30 dicembre 2002  | Hapoël Mateh Asher   |
| 18 | Genadi Sokolov    | C     | 14 maggio 1992    | Maccabi Tel Aviv     |
| 19 | Mark Rura         | S     | 23 gennaio 2006   | Wingate              |

## Risultati

### Competizioni FIVB
| 1949 | non qualificata | -            |
| 1952 | 10º posto       | Convocazioni |
| 1956 | 16º posto       | Convocazioni |
| 1960 | non qualificata | -            |
| 1962 | 15º posto       | Convocazioni |
| 1966 | non qualificata | -            |
| 1970 | 19º posto       | Convocazioni |
| 1974 | non qualificata | -            |
| 1978 | non qualificata | -            |
| 1982 | non qualificata | -            |
| 1986 | non qualificata | -            |
| 1990 | non qualificata | -            |
| 1994 | non qualificata | -            |
| 1998 | non qualificata | -            |
| 2002 | non qualificata | -            |
| 2006 | non qualificata | -            |
| 2010 | non qualificata | -            |
| 2014 | non qualificata | -            |
| 2018 | non qualificata | -            |
| 2022 | non qualificata | -            |

### Competizioni CEV
| 1948 | non qualificata | -            |
| 1950 | non qualificata | -            |
| 1951 | 10º posto       | Convocazioni |
| 1955 | non qualificata | -            |
| 1958 | non qualificata | -            |
| 1963 | non qualificata | -            |
| 1967 | 11º posto       | Convocazioni |
| 1971 | 12º posto       | Convocazioni |
| 1975 | non qualificata | -            |
| 1977 | non qualificata | -            |
| 1979 | non qualificata | -            |
| 1981 | non qualificata | -            |
| 1983 | non qualificata | -            |
| 1985 | non qualificata | -            |
| 1987 | non qualificata | -            |
| 1989 | non qualificata | -            |
| 1991 | non qualificata | -            |
| 1993 | non qualificata | -            |
| 1995 | non qualificata | -            |
| 1997 | non qualificata | -            |
| 1999 | non qualificata | -            |
| 2001 | non qualificata | -            |
| 2003 | non qualificata | -            |
| 2005 | non qualificata | -            |
| 2007 | non qualificata | -            |
| 2009 | non qualificata | -            |
| 2011 | non qualificata | -            |
| 2013 | non qualificata | -            |
| 2015 | non qualificata | -            |
| 2017 | non qualificata | -            |
| 2019 | non qualificata | -            |
| 2021 | non qualificata | -            |
| 2023 | 18º posto       | Convocazioni |

| 2004 | non qualificata | -            |
| 2005 | non qualificata | -            |
| 2006 | non qualificata | -            |
| 2007 | non qualificata | -            |
| 2008 | non qualificata | -            |
| 2009 | non qualificata | -            |
| 2010 | non qualificata | -            |
| 2011 | non qualificata | -            |
| 2012 | 6º posto        | Convocazioni |
| 2013 | 10º posto       | Convocazioni |
| 2014 | non qualificata | -            |
| 2015 | 12º posto       | Convocazioni |
| 2016 | non qualificata | -            |
| 2017 | 7º posto        | Convocazioni |
| 2018 | non qualificata | -            |
| 2019 | non qualificata | -            |
| 2021 | non qualificata | -            |
| 2022 | non qualificata | -            |
| 2023 | non qualificata | -            |
| 2024 | non qualificata | -            |
| 2025 | 3º posto        | Convocazioni |

| 2018 | non qualificata | -            |
| 2019 | non qualificata | -            |
| 2021 | 5º posto        | Convocazioni |
| 2022 | non qualificata | -            |
| 2023 | non qualificata | -            |
| 2024 | 1º posto        | Convocazioni |
| 2025 | non qualificata | -            |